# Hallo, is daar iemand?
Hallo, is daar iemand? is een boek van Jostein Gaarder. De oorspronkelijke uitgave verscheen in 1996 in het Noors, onder de titel Hallo? Er det noen her?
Dit boek is een filosofieboek voor kinderen en is bij uitstek geschikt om voor te lezen, het wekt nieuwsgierigheid op en stimuleert tot vragen als:
- Is er leven op andere planeten?
- Kunnen dieren denken?
- Waar komt de wereld vandaan?
- Is een kip gewoon?
- Wanneer verandert boven in beneden?
- Waarom hebben we geen vier benen?